# Forgách család

A gróf ghymesi és gácsi Forgách család címere

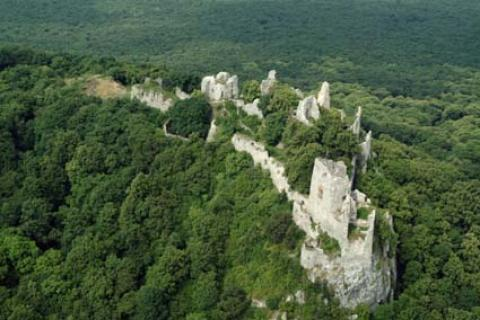
Légifotó a gímesi várról

Ghymesi és gácsi gróf Forgách család alatt elsősorban azon családokat értjük melyek az Árpád-korból, és a gímesi váruradalom birtokosaitól eredeztetik magukat.

## A család története

### AHontpázmány nemzetség
A Hont-Pázmán nemzetségből származott Ivánka 1226-ban nyerte adományul Ghymest II. András királytól. IV. Béla király 1242-ben az alsóghymesi földterületet adományozta a családnak, ahol várat építettek. Ivánka fia András (1241-1290) királyi tárnokmester, Béla herceg udvarmestere (1256), IV. Béla királynak pedig igen kedvelt embere volt. 1268-ban a szolgagyőri várjobbágyok Szencse nevű birtokára nyert királyi adományt. Az ő fiai: János kalocsai érsek, Tamás (1275-1295) nyitrai és barsi főispán és Miklós (1290-1295), a Forgách család őse. A család várát, 1311-ben Ivánkától Csák Máté elfoglalta, azonban Károly Róbert hívei azt visszafoglalták. A család ekkor Koszmályon "húzta" meg magát. Mária királynő juttatta a birtokot Forgách Balázs pohárnokmesternek, jutalmul amiért az halálosan megsebesítette Kis Károlyt. Forgách azonban bosszú áldozatává vált. Ezen eseményeket a népköltészet is megörökítette. Ezek után a várat hosszú ideig a Forgách család bírta.

### A ghymesi és gácsi Forgách család
A Forgách család 1564-ben és 1570-ben két ízben nyert új adománylevelet, amelyek szerint 36 község tartozott a birtokukba Bars vármegyében. Forgách Simon báró 1579-ben további pókateleki Szomor János tulajdonát képező helységeket és részbirtokokat nyert Rudolf királytól, melyek azelőtt is a gímesi vár tartozékai voltak, de azokat 1552-ben a Forgách család tagjai, az ellenük - Koppányi megöletése miatt - megindított főbenjáró per következtében kénytelenek voltak néhány száz jobbágyukkal, vérdíj fejében, kiszolgáltatni.
A család idővel két főágra szakadt: az idősebb, vagyis ghymesi, melynek III. Péter barsi főispán (1493-1505) és a gácsi ágazatra, melynek Gergely nyitrai főispán az alapítója. Tagjai sorából V. Ferenc, Bars vármegye főispánja volt és grófi rangot nyert († 1647). VII. András 1675-ben emeltetett grófi rangra.
A Rákóczi-szabadságharc bukása után a gróf Forgách javakra már 1711-ben rá tette kezét a kamara. A gímesi uradalmat, amelynek gróf Forgách Simon volt a részbirtokosa, gróf Wratislau vette meg 130 000 forintért, ennek egy kis részét Forgách Pál gróf (András fia) már 1712-ben visszaváltotta. Forgách Simon kuruc tábornagy követte Rákóczit az emigrációba. A szatmári béke után kirekesztették az amnesztia lehetőségéből. Előbb Lengyelországban, majd 1716-tól Törökországban bujdosott. Egy ideig Rodostóban élt, de 1721/1722-ben visszatért lengyel földre. Magával vitte azonban a családi levéltárat is, melyet Lembergben helyezett biztonságba. A levéltár utóbb Jávorka Ádám közvetítésével került ismét Magyarországra.
Ettől kezdve a gímesi uradalom IV. Pál († 1746) ágának birtokába jutott, fia Károly († 1778) annak fia: III. József, akinek fia Károly (1783-1859) és az ő fia Károly (szül. 1825).
Tagjai közül kiemelkedtek: 
- I. Péter, főhadvezér a husziták ellen (1387-1420).
- I. Zsigmond, királyi kincstárnok, 1525-ben címerújítást nyert. Fiai: III. Imre trencséni főispán, († 1589), III. Ferencz, történetíró, nagyváradi püspök, (1510-1577), I. Simon, dunántúli főkapitány († 1589). Simon fiai: IV. Ferenc, királyi helytartó, nyitrai püspök, bíbornok, majd esztergomi érsek (1566-1615), II. Zsigmond, Nógrád és Szabolcs vármegye főispánja, országbíró, majd nádor, (1565-1621), Miklós (1632-1636) és Ferenc (1636-1648) Bars vármegye főispánjai.
- II. Zsigmond nádor fia I. Ádám, országbíró, Nógrád vármegye főispánja 1640-ben grófi rangra emeltetett. Fia II. Simon, II. Rákóczi Ferenc tábornoka (1669-1729), számkivetésben halt meg Zulkiván, Lengyelországban.

Napjainkban a gímesi vár turisztikai célpont, a család történetének is szentelt gímesi Forgách kastélymúzeum 2009 óta látogatható.

## Neves személyek
- Hontpázmány nembeli Tamás országbíró, szlavón bán, lovászmester.
- Hont-Pázmány János (?–1301 ?) kalocsai érsek, királyi kancellár.
- Forgách Antal (1818–1899) honvédfőhadnagy
- Forgách Antal (1819–1885) helytartó, kamarás, országgyűlési képviselő, valóságos belső titkos tanácsos, főispán
- Forgách Antal (1869–1931) császári és királyi huszárkapitány, országgyűlési képviselő
- Forgách Ádám (1601–1681) magyar földbirtokos, várkapitány és országbíró.
- Forgách Ágoston (1813–1888) címzetes püspök, nagyprépost, Esztergom vármegye főispánja.
- Forgách Balázs (? – ? , 1386. július 25.) királynői pohárnokmester.
- Forgách Ferenc (1530-1577) bölcsészdoktor, történetíró, nagyváradi püspök, valóságos belső titkos tanácsos.
- Forgách Ferenc (1560–1615) bíboros, prímás, esztergomi érsek.
- Forgách Ferenc Xavér (1689-1764) huszár altábornagy
- Forgách Imre (16. század) trencséni főispán, törvényszéki bíra.
- Forgách József (1756–1829) császári és királyi kamarás.
- Forgách Károly (1825-1911) vadgazda és vadászati szakíró, főrendiházi tag
- Forgách Mihály (1569-1603) császári és királyi katona, rector magnificus)
- Forgách Miklós (?–1649 előtt) főtárnokmester.
- Forgách Miklós (1731 vagy később–1795) császári és királyi kamarás, valóságos belső titkos tanácsos, nyitrai főispán.
- Forgách Pál (1677–1746) esztergomi kanonok, császári tanácsos.
- Forgách Pál (1696–1759) teológiai doktor, nagyváradi, később váci püspök.
- Forgách Simon (1527-1598) dunántúli főkapitány, királyi főpohárnokmester
- Forgách Simon (1669–1729) császári és királyi tábornok, kuruc tábornagy, a családi levéltár megőrzője.
- Forgách Zsigmond (1565–1621) Magyarország nádora.

## Leszármazás
1. A Hont-Pázmány nemzetség Forgách ágának őse Iváncs, akinek fia I. Ivánka (1226-29). Az ő fia I. András (1293-97), annak fia II. Miklós (1307) a Ghymesi Forgách család őse.